# Tritemnodon
Tritemnodon es un género extinto de mamíferos que vivió entre hace 54-38 millones de años. Fósiles de este animal se han encontrado en la formación Willwood en el condado de condado de Big Horn y la formación Lower Bridger de condado de Uinta, Wyoming. Tenía el tamaño de un lobo.